# Kanton Gennevilliers-Sud
Kanton Gennevilliers-Sud is een voormalig kanton van het Franse departement Hauts-de-Seine. Kanton Gennevilliers-Sud maakte deel uit van het arrondissement Nanterre en telde 20.660 inwoners (1999). 
Het werd opgeheven bij decreet van 24 februari 2014, met uitwerking in maart 2015.

## Gemeenten
Het kanton Gennevilliers-Sud omvatte enkel een deel van de gemeente Gennevilliers.